# Жабянка (Мазовецьке воєводство)
Жабянка (пол. Żabianka) — село в Польщі, у гміні Троянув Ґарволінського повіту Мазовецького воєводства.
Населення — 288 осіб (2011).
У 1975-1998 роках село належало до Седлецького воєводства.

## Демографія
Демографічна структура станом на 31 березня 2011 року:
|          | Загалом | Допрацездатний вік | Працездатний вік | Постпрацездатний вік |
| -------- | ------- | ------------------ | ---------------- | -------------------- |
| Чоловіки | 156     | 40                 | 92               | 24                   |
| Жінки    | 132     | 29                 | 68               | 35                   |
| Разом    | 288     | 69                 | 160              | 59                   |